# Víkend (pořad)
Víkend je televizní publicistický pořad, magazín Televizních novin, na TV Nova. Vysílá se od 18. března 2005 pravidelně v úterý večer. Po krátké pauze se vysílá od 8. května 2023 pravidelně v pondělí večer. Projekt vytvořil Pavel Zuna. V moderování se střídají moderátorské dvojice Televizních novin Lucie Borhyová s Reyem Korantengem a Kristina Kloubková s Martinem Pouvou. Každá má svoje vlastní téma, podle něhož reportéři tvoří reportáže pro daný díl. Reportáže se týkají různých oborů lidské činnosti i přírody.